# Mebyon Kernow
Mebyon Kernow (vollständiger Name: Mebyon Kernow – The Party for Cornwall, Abkürzung MK) ist eine Regionalpartei in Cornwall, Vereinigtes Königreich.
MK ist Mitglied der Europapartei Europäische Freie Allianz.

## Ausrichtung
MK setzt sich für größere Autonomie der Region ein. Die Partei fordert ein vollwertiges Regionalparlament wie etwa in Schottland für Cornwall und vertritt generell eine sozialdemokratisch-ökologische Ausrichtung.

## Mandatsträger
MK stellt derzeit fünf Abgeordnete im Cornwall Council, der kommunalen Volksvertretung für die Unitary Authority Cornwall, sowie 27 Ratsmitglieder in Dörfern und Städten.

## Wahlergebnisse
| Jahr | Wahl                       | Stimmen | Stimmenanteil | Sitze |
| ---- | -------------------------- | ------- | ------------- | ----- |
| 1970 | Unterhauswahl 1970         | 960     | 0,0 %         | 0/630 |
| 1974 | Unterhauswahl Februar 1974 | 850     | 0,0 %         | 0/635 |
| 1974 | Unterhauswahl Oktober 1974 | 384     | 0,0 %         | 0/635 |
| 1979 | Unterhauswahl 1979         | 4.164   | 0,0 %         | 0/635 |
| 1979 | Europawahl 1979            | 10.205  | 0,1 %         | 0/81  |
| 1983 | Unterhauswahl 1983         | 1.151   | 0,0 %         | 0/650 |
| 1989 | Europawahl 1989            | 4.224   | 0,0 %         | 0/81  |
| 1994 | Europawahl 1994            | 3.315   | 0,0 %         | 0/87  |
| 1997 | Unterhauswahl 1997         | 1.906   | 0,0 %         | 0/659 |
| 2001 | Unterhauswahl 2001         | 3.199   | 0,0 %         | 0/659 |
| 2005 | Unterhauswahl 2005         | 3.552   | 0,0 %         | 0/646 |
| 2009 | Europawahl 2009            | 14,922  | 0,1 %         | 0/72  |
| 2010 | Unterhauswahl 2010         | 5.379   | 0,0 %         | 0/650 |
| 2015 | Unterhauswahl 2015         | 5.675   | 0,0 %         | 0/650 |
| 2019 | Unterhauswahl 2019         | 1.660   | 0,0 %         | 0/650 |

### Wahlen zum Cornwall County Council
| Jahr | Kandidaten | Stimmen | Stimmenanteil | Sitze |
| ---- | ---------- | ------- | ------------- | ----- |
| 1977 | ?          | 1.736   | 2,7 %         | 0/79  |
| 1981 | ?          | 3.331   | 3,4 %         | 0/79  |
| 1985 | ?          | 2.134   | 2,0 %         | 1/79  |
| 1989 | ?          | 1.809   | 1,3 %         | 1/79  |
| 1993 | ?          | 2.528   | 1,9 %         | 1/79  |
| 1997 | ?          | 6.890   | 2,6 %         | 2/79  |
| 2001 | ?          | 8.405   | 3,5 %         | 0/79  |
| 2005 | 18         | 9.421   | 3,7 %         | 0/82  |

### Wahlen zum Cornwall Council
| Jahr | Kandidaten | Stimmen | Stimmenanteil | Sitze |
| ---- | ---------- | ------- | ------------- | ----- |
| 2009 | 33         | 7.290   | 4,3 %         | 3/123 |
| 2013 | 26         | 6.824   | 4,8 %         | 4/123 |
| 2017 | 19         | 5.344   | 4,0 %         | 4/123 |
| 2021 | 19         | 8.897   | 5,0 %         | 5/87  |